# Nissolia gentryi
Nissolia gentryi là một loài thực vật có hoa trong họ Đậu. Loài này được Rudd miêu tả khoa học đầu tiên năm 1991.